# Kungsör
Kungsör è una località della Svezia capoluogo dell'omonimo comune, conta 5.610 abitanti e si trova nella contea di Västmanland.

## Galleria d'immagini

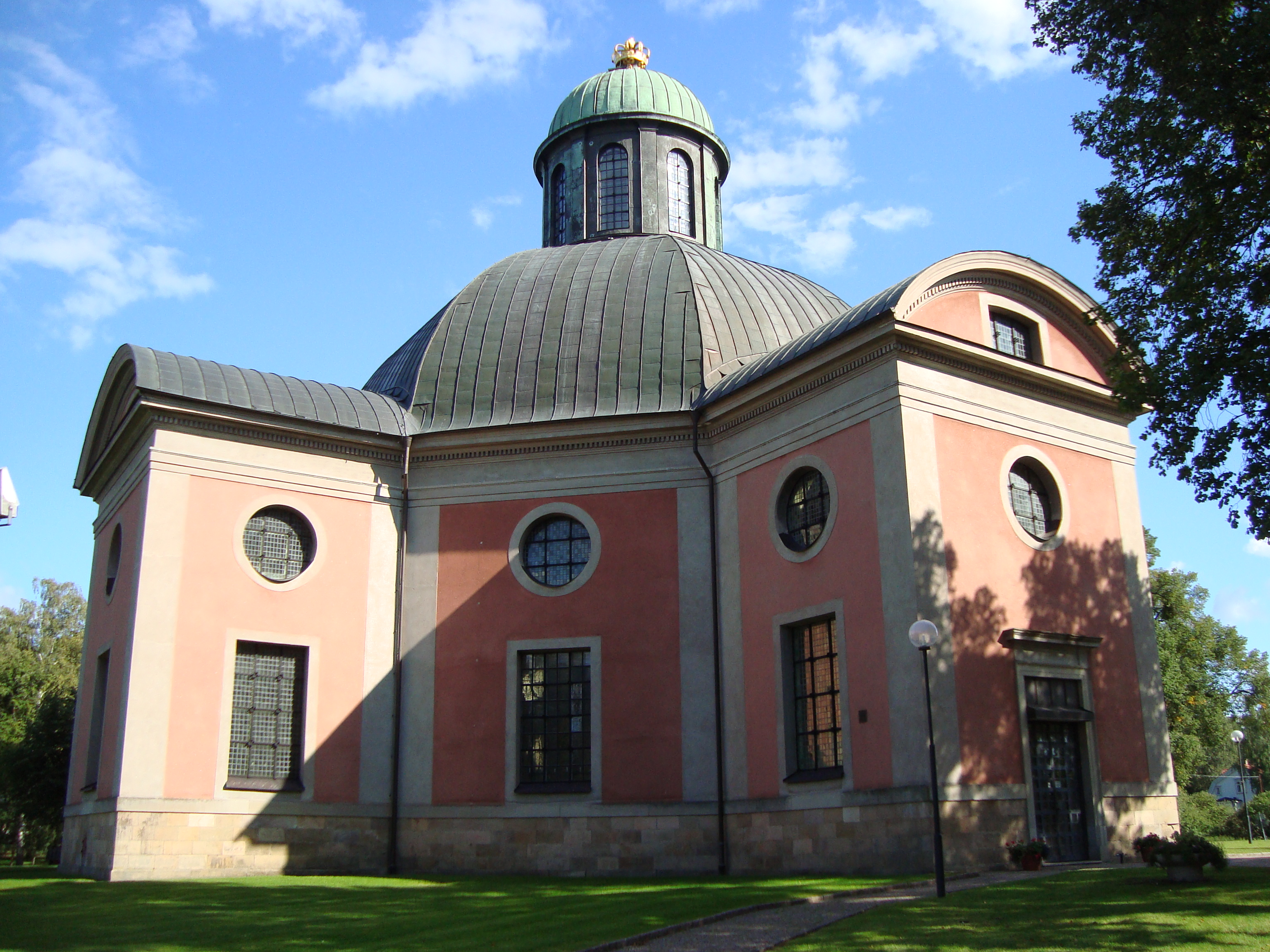
La chiesa di Re Carlo (Carlo XI di Svezia)
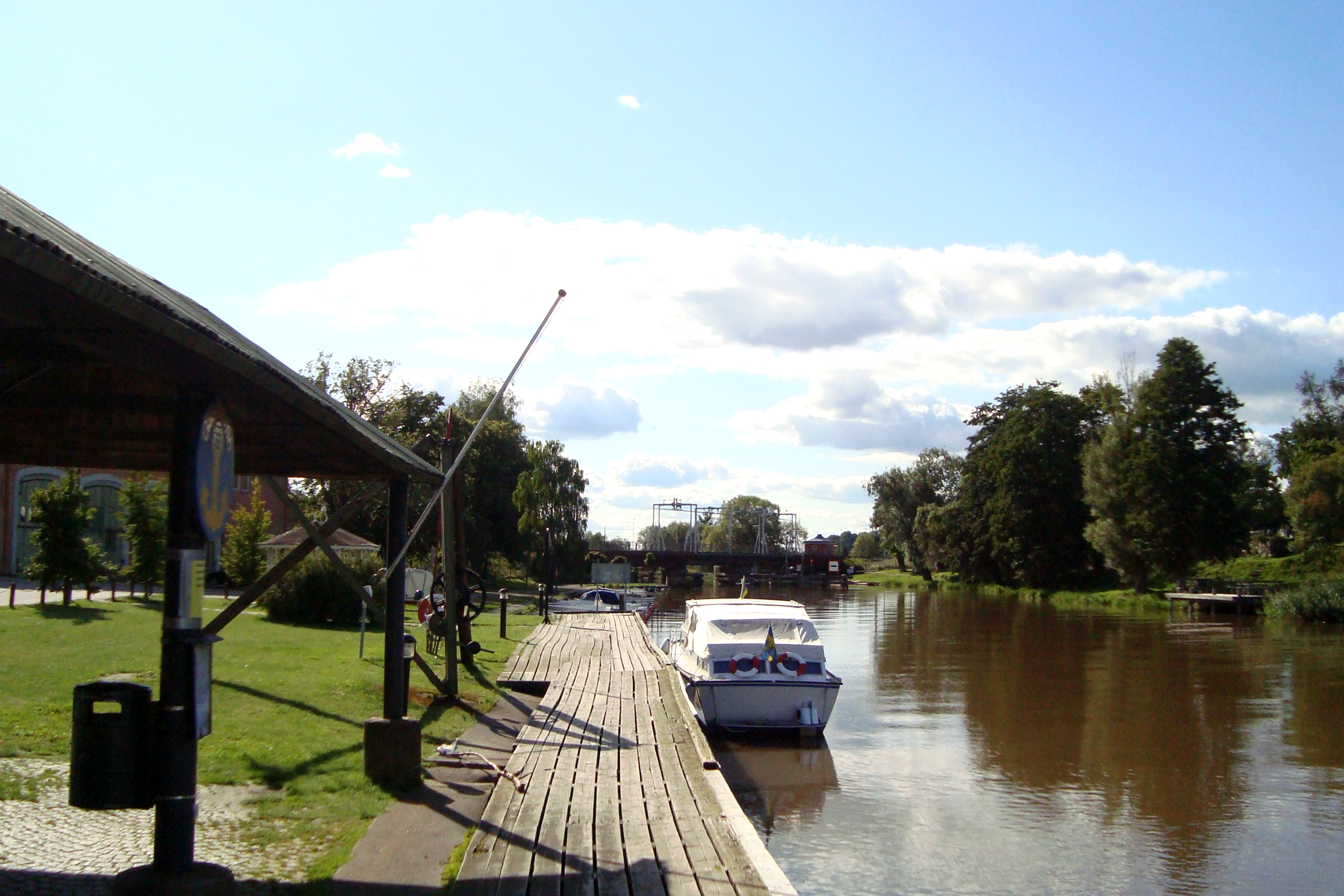
Il porto di Kungsör lungo il fiume Arbogaån
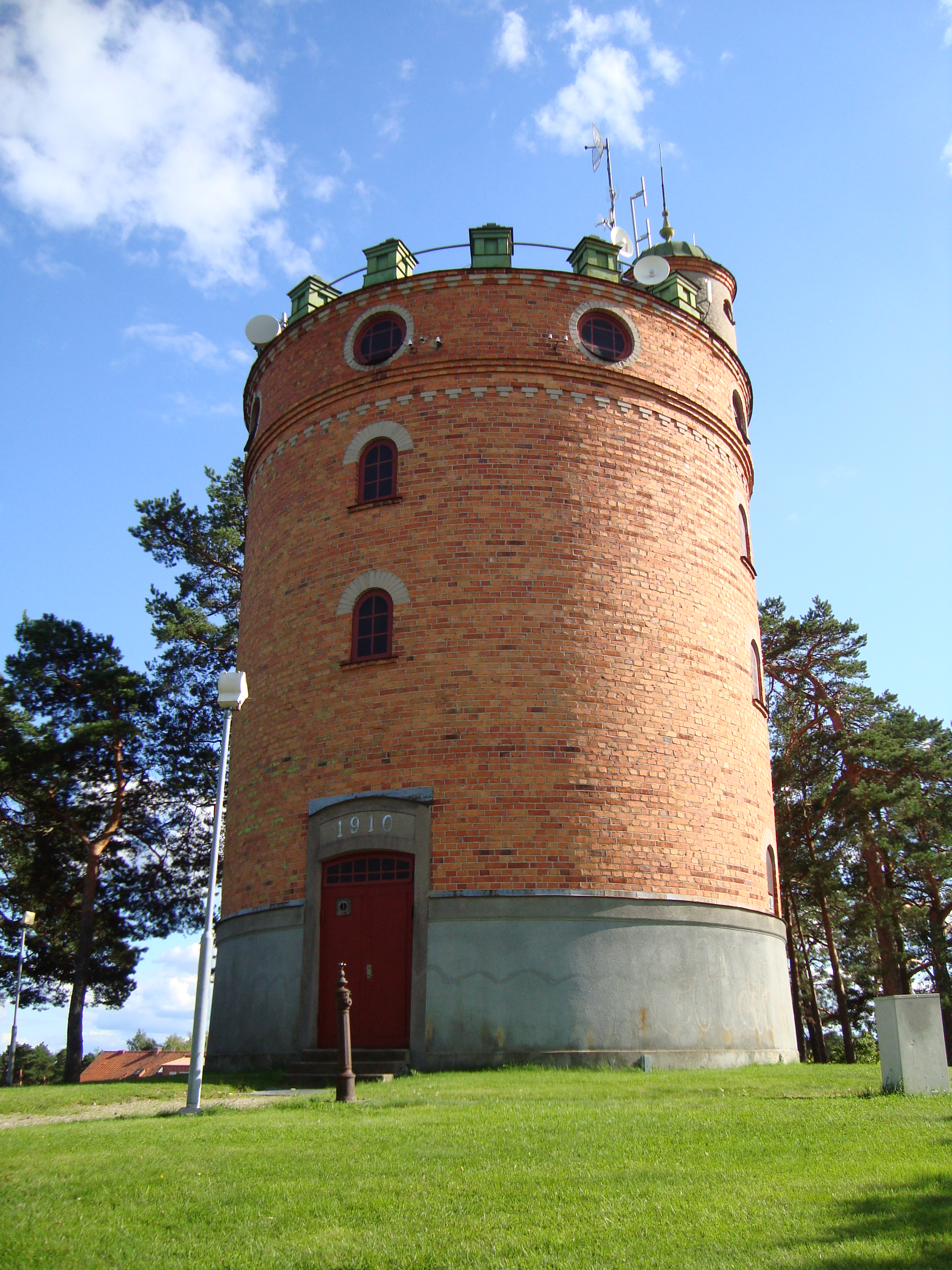
La torre dell'acqua di Kungsör